# Бъркли (плато)
Бъркли (на английски: Barkly Tableland) е обширно плато в северната част на Австралия, разположено южно от залива Карпентария, като по-голямата му част е в Северната територия и по-малката в щата Куинсланд. Площта му е 283 648 km². Простира се на около 780 km от град Дейли Уотърс на северозапад до град Маунт Айза на югоизток, където постепенно преминава в ниската планина Селуин. Ширината му е около 220 km. Максималната му височина е 347 m. Изградено е от палеозойски варовици. Повърхността му е силно разчленена от горните течения на реките, вливащи се в залива Карпентария (Лимен Байт, Макартур, Робинсън, Колверт, Никълсън, Грегъри и др.), и суходолията (т.нар. крийкове), епизодично течащи на юг към вътрешния безотточен басейн на Австралия (Нюкасъл Крийк, Кресуел Крийк, Плейфорд, Джорджина и др.). Силно са развити карстовите форми на релефа. Годишната сума на валежите е 400 – 600 mm, а средните температури на въздуха варират от 24 °C през зимата (месец юли) до 37 °C през лятото (месец януари). Повърхността му е заета от типична савана с евкалипти и житни треви, съставени предимно от т.нар. трева на Мичъл. Развива се местно скотовъдство (едър рогат добитък, овце).
Платото Бъркли е открито и за първи път изследвано и топографски картирано от Уилям Ландсбъро през август 1861 г., който го наименува на тогавашния (1856 – 1863) губернатор на днешния щат Виктория Хенри Бъркли (1815 – 1898).